# كين إدغار
كين إدغار (بالإنجليزية: Ken Edgar)‏ هو لاعب كرة قدم أسترالية أسترالي، ولد في 24 يونيو 1890، وتوفي في 20 مايو 1961.

## وصلات خارجية
- كين إدغار على موقع AustralianFootball.com (الإنجليزية)
- كين إدغار على موقع AFLtables.com (الإنجليزية)